# Liste des églises de la Haute-Vienne
La liste des églises de la Haute-Vienne recense de manière exhaustive les églises situées dans les départements français de la Haute-Vienne . Il est fait état des diverses protections dont elles peuvent bénéficier, et notamment les inscriptions et classements au titre des monuments historiques.
En ce qui concerne le culte catholique, toutes les églises sont situées dans le diocèse de Limoges.

## Statistiques

### Nombres
Le département de la Haute-Vienne comprend 195 communes au 1er janvier 2021.

Depuis 2018, le diocèse de Limoges compte 30 paroisses.

## Classement
Le classement ci-après se fait par commune selon l'ordre alphabétique.
Il est fait état des diverses protections dont elles peuvent bénéficier, et notamment les inscriptions et classements au titre des monuments historiques.

## Liste

### Église catholique
| Église                                                                 | Commune                    | Adresse                                 | Coordonnées                      | Notice         | Protection | Date        | Illustration                                                           |
| ---------------------------------------------------------------------- | -------------------------- | --------------------------------------- | -------------------------------- | -------------- | --- | ----------- | ---------------------------------------------------------------------- |
| Église Sainte-Croix d'Aixe-sur-Vienne                                  | Aixe-sur-Vienne            |                                         | 45° 47′ 44″ nord, 1° 08′ 11″ est | « IA00123180 » | |             | Église Sainte-Croix d'Aixe-sur-Vienne                                  |
| Église Saint-Alpinien d'Aixe-sur-Vienne                                | Aixe-sur-Vienne            |                                         | 45° 47′ 40″ nord, 1° 07′ 23″ est | « IA00123182 » | |             | Église Saint-Alpinien d'Aixe-sur-Vienne                                |
| Église Saint-Antoine d'Ambazac                                         | Ambazac                    |                                         | 45° 57′ 30″ nord, 1° 24′ 04″ est |                | |             | Église Saint-Antoine d'Ambazac                                         |
| Église Saint-Martial d'Arnac-la-Poste                                  | Arnac-la-Poste             |                                         | 46° 15′ 57″ nord, 1° 22′ 27″ est | « PA00100238 » | Inscrit MH | 1925        | Église Saint-Martial d'Arnac-la-Poste                                  |
| Église Saint-Pierre-ès-Liens d'Augne                                   | Augne                      |                                         | 45° 47′ 01″ nord, 1° 42′ 16″ est | « IA00031186 » | |             | Église Saint-Pierre-ès-Liens d'Augne                                   |
| Église Saint-Gaucher d'Aureil                                          | Aureil                     |                                         | 45° 48′ 19″ nord, 1° 23′ 34″ est |                | |             | Église Saint-Gaucher d'Aureil                                          |
| Église Saint-Genest d'Azat-le-Ris                                      | Azat-le-Ris                |                                         | 46° 19′ 10″ nord, 1° 03′ 39″ est | « PA00100240 » | Inscrit MH | 1926        | Église Saint-Genest d'Azat-le-Ris                                      |
| Église Saint-Étienne de Balledent                                      | Balledent                  |                                         | 46° 06′ 41″ nord, 1° 12′ 27″ est |                | |             | Église Saint-Étienne de Balledent                                      |
| Église Saint-Pierre de Beaumont-du-Lac                                 | Beaumont-du-Lac            |                                         | 45° 46′ 16″ nord, 1° 50′ 04″ est | « IA00031193 » | |             | Image manquante Téléverser                                             |
| Église de l'Assomption-de-la-Très-Sainte-Vierge de Bellac              | Bellac                     |                                         | 46° 07′ 05″ nord, 1° 02′ 54″ est | « PA00100241 » | Inscrit MH | 1926        | Église de l'Assomption-de-la-Très-Sainte-Vierge de Bellac              |
| Église Saint-Cessateur de Berneuil                                     | Berneuil                   |                                         | 46° 04′ 07″ nord, 1° 06′ 24″ est |                | |             | Église Saint-Cessateur de Berneuil                                     |
| Église de la Nativité-de-la-Très-Sainte-Vierge de Bersac-sur-Rivalier  | Bersac-sur-Rivalier        |                                         | 46° 04′ 49″ nord, 1° 25′ 34″ est | « PA00100249 » | Classé MH | 1976        | Église de la Nativité-de-la-Très-Sainte-Vierge de Bersac-sur-Rivalier  |
| Église Saint-Léger de Bessines-sur-Gartempe                            | Bessines-sur-Gartempe      |                                         | 46° 06′ 34″ nord, 1° 22′ 03″ est | « PA00100250 » | Inscrit MH Les façades et les toitures (à l'exclusion du mur pignon du chevet avec ses deux contreforts)              | 1973        | Église Saint-Léger de Bessines-sur-Gartempe                            |
| Église Sainte-Anne de Morterolles-sur-Semme                            | Bessines-sur-Gartempe      |                                         | 46° 08′ 53″ nord, 1° 22′ 03″ est |                | |             | Église Sainte-Anne de Morterolles-sur-Semme                            |
| Église du Sacré-Cœur-de-Jésus de Beynac                                | Beynac                     |                                         | 45° 45′ 58″ nord, 1° 10′ 02″ est | « IA00123007 » | |             | Église du Sacré-Cœur-de-Jésus de Beynac                                |
| Église de la Nativité-de-la-Vierge de Beynac                           | Beynac                     |                                         | 45° 46′ 00″ nord, 1° 10′ 02″ est | « IA00123006 » | |             | Image manquante Téléverser                                             |
| Église Saint-Martin de Blanzac                                         | Blanzac                    |                                         | 46° 08′ 04″ nord, 1° 06′ 50″ est |                | |             | Église Saint-Martin de Blanzac                                         |
| Église de l'Ordination-de-Saint-Martin de Blond                        | Blond                      |                                         | 46° 02′ 42″ nord, 1° 01′ 02″ est | « PA00100253 » | Inscrit MH | 1926        | Église de l'Ordination-de-Saint-Martin de Blond                        |
| Église Saint-Philippe-et-Saint-Jacques de Boisseuil                    | Boisseuil                  |                                         | 45° 46′ 13″ nord, 1° 19′ 53″ est |                | |             | Église Saint-Philippe-et-Saint-Jacques de Boisseuil                    |
| Église Saint-Saturnin de Bonnac-la-Côte                                | Bonnac-la-Côte             |                                         | 45° 56′ 29″ nord, 1° 17′ 09″ est |                | |             | Église Saint-Saturnin de Bonnac-la-Côte                                |
| Église Notre-Dame de l'Aiguille                                        | Bosmie-l'Aiguille          |                                         | 45° 46′ 42″ nord, 1° 12′ 06″ est | « IA00123032 » | |             | Église Notre-Dame de l'Aiguille                                        |
| Église de la Décollation-de-Saint-Jean-Baptiste de Breuilaufa          | Breuilaufa                 |                                         | 46° 02′ 36″ nord, 1° 06′ 15″ est | « PA00100257 » | Inscrit MH | 1978        | Église de la Décollation-de-Saint-Jean-Baptiste de Breuilaufa          |
| Église de l'Ordination-de-Saint-Martin de Bujaleuf                     | Bujaleuf                   |                                         | 45° 47′ 45″ nord, 1° 37′ 39″ est | « PA00100259 » | Inscrit MH | 1926        | Église de l'Ordination-de-Saint-Martin de Bujaleuf                     |
| Église Saint-Médard de Burgnac                                         | Burgnac                    |                                         | 45° 43′ 30″ nord, 1° 09′ 03″ est | « IA00123024 » | |             | Église Saint-Médard de Burgnac                                         |
| Église Saint-Nicolas de Saint-Nicolas-Courbefy                         | Bussière-Galant            |                                         | 45° 35′ 07″ nord, 1° 04′ 04″ est | « PA87000023 » | Inscrit MH La totalité de l'église, à l'exception de la toiture                                                       | 2003        | Église Saint-Nicolas de Saint-Nicolas-Courbefy                         |
| Église de l'Ordination-de-Saint-Martin de Bussière-Galant              | Bussière-Galant            |                                         | 45° 37′ 35″ nord, 1° 02′ 10″ est |                | |             | Église de l'Ordination-de-Saint-Martin de Bussière-Galant              |
| Église Saint-Maurice de Bussière-Poitevine                             | Bussière-Poitevine         |                                         | 46° 14′ 09″ nord, 0° 54′ 21″ est | « PA00100262 » | Inscrit MH | 1926        | Église Saint-Maurice de Bussière-Poitevine                             |
| Église Saint-Saturnin de Chaillac-sur-Vienne                           | Chaillac-sur-Vienne        |                                         | 45° 52′ 46″ nord, 0° 52′ 22″ est | « PA00100264 » | Classé MH | 1996        | Église Saint-Saturnin de Chaillac-sur-Vienne                           |
| Église Notre-Dame-de-l'Assomption de Châlus                            | Châlus                     |                                         | 45° 39′ 16″ nord, 0° 58′ 46″ est |                | |             | Église Notre-Dame-de-l'Assomption de Châlus                            |
| Église Notre-Dame du Haut-Châlus                                       | Châlus                     |                                         | 45° 38′ 10″ nord, 0° 53′ 53″ est | « PA00100271 » | Classé MH | 1981        | Église Notre-Dame du Haut-Châlus                                       |
| Église Saint-Étienne de Lageyrat                                       | Châlus                     |                                         | 45° 40′ 06″ nord, 0° 56′ 34″ est | « PA00100270 » | Inscrit MH | 1975        | Église Saint-Étienne de Lageyrat                                       |
| Église Saint-Antoine de Chamboret                                      | Chamboret                  |                                         | 46° 00′ 20″ nord, 1° 08′ 07″ est |                | |             | Église Saint-Antoine de Chamboret                                      |
| Église Saint-Paul de Champagnac-la-Rivière                             | Champagnac-la-Rivière      |                                         | 45° 42′ 32″ nord, 0° 54′ 42″ est |                | |             | Église Saint-Paul de Champagnac-la-Rivière                             |
| Église Saint-Pierre-Saint-Paul de Champnétery                          | Champnétery                |                                         | 45° 49′ 51″ nord, 1° 34′ 12″ est | « IA00075180 » | |             | Église Saint-Pierre-Saint-Paul de Champnétery                          |
| Église Saint-Thomas-Becket-de-Cantorbery de Champnétery                | Champnétery                |                                         | 45° 49′ 50″ nord, 1° 34′ 10″ est | « IA00075179 » | |             | Image manquante Téléverser                                             |
| Église de la Décollation-de-Saint-Jean-Baptiste de Champsac            | Champsac                   |                                         | 45° 42′ 11″ nord, 0° 57′ 27″ est |                | |             | Église de la Décollation-de-Saint-Jean-Baptiste de Champsac            |
| Église Saint-Éloi de Chaptelat                                         | Chaptelat                  |                                         | 45° 51′ 05″ nord, 1° 15′ 12″ est | « IA00031422 » | |             | Église Saint-Éloi de Chaptelat                                         |
| Église Saint-Sylvain de Château-Chervix                                | Château-Chervix            |                                         | 45° 36′ 34″ nord, 1° 21′ 11″ est |                | |             | Image manquante Téléverser                                             |
| Église Sainte-Marie-la-Claire de Châteauneuf-la-Forêt                  | Châteauneuf-la-Forêt       |                                         | 45° 42′ 48″ nord, 1° 36′ 25″ est |                | |             | Église Sainte-Marie-la-Claire de Châteauneuf-la-Forêt                  |
| Ancienne église Sainte-Marie-la-Claire de Châteauneuf-la-Forêt         | Châteauneuf-la-Forêt       |                                         | 45° 42′ 30″ nord, 1° 36′ 40″ est | « IA00031313 » | |             | Image manquante Téléverser                                             |
| Église Saint-Thyrse de Châteauponsac                                   | Châteauponsac              |                                         | 46° 07′ 52″ nord, 1° 16′ 28″ est | « PA00100280 » | Classé MH | 1910        | Église Saint-Thyrse de Châteauponsac                                   |
| Église de la Nativité-de la-Vierge de Cheissoux                        | Cheissoux                  |                                         | 45° 49′ 55″ nord, 1° 39′ 12″ est | « PA00100282 » | Classé MH | 1984        | Église de la Nativité-de la-Vierge de Cheissoux                        |
| Église de la Transfiguration-de-Notre-Seigneur de Chéronnac            | Chéronnac                  |                                         | 45° 45′ 32″ nord, 0° 45′ 49″ est |                | |             | Église de la Transfiguration-de-Notre-Seigneur de Chéronnac            |
| Église Saint-Pierre de Cieux                                           | Cieux                      |                                         | 45° 59′ 30″ nord, 1° 02′ 46″ est |                | |             | Église Saint-Pierre de Cieux                                           |
| Église Saint-Priest de Cognac-la-Forêt                                 | Cognac-la-Forêt            |                                         | 45° 50′ 04″ nord, 1° 00′ 38″ est |                | |             | Église Saint-Priest de Cognac-la-Forêt                                 |
| Église Saint-Martin de Compreignac                                     | Compreignac                |                                         | 45° 59′ 34″ nord, 1° 16′ 28″ est | « PA00100286 » | Classé MH | 1910        | Église Saint-Martin de Compreignac                                     |
| Église Saint-Martin de Condat-sur-Vienne                               | Condat-sur-Vienne          |                                         | 45° 47′ 35″ nord, 1° 13′ 53″ est | « IA87000003 » | |             | Église Saint-Martin de Condat-sur-Vienne                               |
| Église Saint-Saturnin de Coussac-Bonneval                              | Coussac-Bonneval           |                                         | 45° 30′ 40″ nord, 1° 19′ 25″ est | « PA00100290 » | Inscrit MH | 1978        | Église Saint-Saturnin de Coussac-Bonneval                              |
| Église Sainte-Marie-Madeleine de Couzeix                               | Couzeix                    |                                         | 45° 52′ 34″ nord, 1° 14′ 22″ est | « IA87000122 » | |             | Église Sainte-Marie-Madeleine de Couzeix                               |
| Église Saint-Sylvain de Cromac                                         | Cromac                     |                                         | 46° 20′ 30″ nord, 1° 17′ 57″ est | « PA00100293 » | Inscrit MH | 1936        | Église Saint-Sylvain de Cromac                                         |
| Église Saint-Pierre-ès-Liens de Cussac                                 | Cussac                     |                                         | 45° 42′ 22″ nord, 0° 51′ 07″ est |                | |             | Église Saint-Pierre-ès-Liens de Cussac                                 |
| Église Saint-Jean-Baptiste de Darnac                                   | Darnac                     |                                         | 46° 13′ 26″ nord, 0° 57′ 33″ est |                | |             | Image manquante Téléverser                                             |
| Église Saint-Martin de Dinsac                                          | Dinsac                     |                                         | 46° 13′ 50″ nord, 1° 07′ 00″ est |                | |             | Église Saint-Martin de Dinsac                                          |
| Église Saint-Pierre-et-Saint-Paul de Dompierre-les-Églises             | Dompierre-les-Églises      |                                         | 46° 13′ 35″ nord, 1° 15′ 10″ est | « PA00100296 » | Inscrit MH Le clocher                                                                                                 | 1925        | Église Saint-Pierre-et-Saint-Paul de Dompierre-les-Églises             |
| Église Saint-Michel de Domps                                           | Domps                      |                                         | 45° 39′ 34″ nord, 1° 42′ 26″ est | « IA00031220 » | |             | Église Saint-Michel de Domps                                           |
| Église Saint-Sulpice de Dournazac                                      | Dournazac                  |                                         | 45° 47′ 30″ nord, 0° 55′ 00″ est | « PA00100300 » | Inscrit MH | 1926        | Église Saint-Sulpice de Dournazac                                      |
| Église Saint-Martial de Droux                                          | Droux                      |                                         | 46° 09′ 32″ nord, 1° 09′ 11″ est |                | |             | Église Saint-Martial de Droux                                          |
| Église Saint-Pierre-ès-Liens d'Eybouleuf                               | Eybouleuf                  |                                         | 45° 47′ 45″ nord, 1° 28′ 53″ est | « PA00100302 » | Inscrit MH Les façades et toitures (à l'exclusion de celles de la sacristie)                                          | 1986        | Église Saint-Pierre-ès-Liens d'Eybouleuf                               |
| Église de l'Ordination-de-Saint-Martin-de-Tours d'Eyjeaux              | Eyjeaux                    |                                         | 45° 46′ 36″ nord, 1° 23′ 36″ est | « PA00100304 » | Inscrit MH | 1926        | Église de l'Ordination-de-Saint-Martin-de-Tours d'Eyjeaux              |
| Collégiale Saint-Étienne d'Eymoutiers                                  | Eymoutiers                 |                                         | 45° 44′ 20″ nord, 1° 44′ 40″ est | « PA00100306 » | Classé MH | 1907        | Collégiale Saint-Étienne d'Eymoutiers                                  |
| Église Notre-Dame d'Eymoutiers                                         | Eymoutiers                 |                                         | à géolocaliser                   | « IA00031123 » | |             | Image manquante Téléverser                                             |
| Église Saint-Jacques-le-Majeur d'Eymoutiers                            | Eymoutiers                 |                                         | à géolocaliser                   | « IA00031154 » | |             | Image manquante Téléverser                                             |
| Église Saint-Pierre d'Eymoutiers                                       | Eymoutiers                 |                                         | à géolocaliser                   | « IA00031157 » | |             | Image manquante Téléverser                                             |
| Église Saint-Léger-et-Saint-Clair de Feytiat                           | Feytiat                    |                                         | 45° 48′ 22″ nord, 1° 19′ 49″ est | « PA00100311 » | Inscrit MH L'abside et le chœur                                                                                       | 1988        | Église Saint-Léger-et-Saint-Clair de Feytiat                           |
| Église de l'Assomption-de-la-Très-Sainte-Vierge de Flavignac           | Flavignac                  |                                         | 45° 42′ 16″ nord, 1° 05′ 38″ est | « PA00100312 » | Inscrit MH | 1926        | Église de l'Assomption-de-la-Très-Sainte-Vierge de Flavignac           |
| Église Saint-Pierre-ès-Liens de Texon                                  | Flavignac                  |                                         | 45° 44′ 18″ nord, 1° 05′ 04″ est | « PA00100313 » | Inscrit MH | 1977        | Église Saint-Pierre-ès-Liens de Texon                                  |
| Église Saint-Blaise de Folles                                          | Folles                     |                                         | 46° 07′ 00″ nord, 1° 27′ 33″ est | « PA00100315 » | Inscrit MH | 1926        | Église Saint-Blaise de Folles                                          |
| Église Saint-Martin de Fromental                                       | Fromental                  |                                         | 46° 09′ 36″ nord, 1° 23′ 42″ est | « PA87000048 » | Inscrit MH | 2017        | Église Saint-Martin de Fromental                                       |
| Église Saint-Antoine de Gajoubert                                      | Gajoubert                  |                                         | 46° 06′ 45″ nord, 0° 49′ 51″ est |                | |             | Église Saint-Antoine de Gajoubert                                      |
| Église Saint-Saturnin de Glandon                                       | Glandon                    |                                         | 45° 28′ 41″ nord, 1° 13′ 36″ est |                | |             | Église Saint-Saturnin de Glandon                                       |
| Église Saint-Pierre-ès-Liens de Glanges                                | Glanges                    |                                         | 45° 40′ 10″ nord, 1° 27′ 13″ est |                | |             | Église Saint-Pierre-ès-Liens de Glanges                                |
| Église de l'Exaltation-de-la-Sainte-Croix de Gorre                     | Gorre                      |                                         | 45° 44′ 24″ nord, 0° 59′ 03″ est |                | |             | Église de l'Exaltation-de-la-Sainte-Croix de Gorre                     |
| Église Saint-Martin d'Isle                                             | Isle                       |                                         | 45° 48′ 16″ nord, 1° 13′ 35″ est | « PA00100319 » | Inscrit MH | 1985        | Église Saint-Martin d'Isle                                             |
| Église Saint-Martial de Jabreilles-les-Bordes                          | Jabreilles-les-Bordes      |                                         | 46° 01′ 23″ nord, 1° 31′ 49″ est | « PA00100321 » | Classé MH | 2000        | Église Saint-Martial de Jabreilles-les-Bordes                          |
| Église Saint-Yrieix-et-Saint-Eutrope de Janailhac                      | Janailhac                  |                                         | 45° 38′ 10″ nord, 1° 14′ 30″ est | « PA00100323 » | Inscrit MH | 1987        | Église Saint-Yrieix-et-Saint-Eutrope de Janailhac                      |
| Église Saint-Blaise de Javerdat                                        | Javerdat                   |                                         | 45° 57′ 14″ nord, 0° 59′ 09″ est |                | |             | Église Saint-Blaise de Javerdat                                        |
| Église Saint-Pierre-et-Saint-Paul de Jouac                             | Jouac                      |                                         | 46° 21′ 10″ nord, 1° 15′ 41″ est |                | |             | Église Saint-Pierre-et-Saint-Paul de Jouac                             |
| Église Saint-Pierre-ès-Liens de Jourgnac                               | Jourgnac                   |                                         | 45° 43′ 09″ nord, 1° 12′ 52″ est | « IA00123049 » | |             | Église Saint-Pierre-ès-Liens de Jourgnac                               |
| Église Saint-Léger de La Bazeuge                                       | La Bazeuge                 |                                         | 46° 14′ 40″ nord, 1° 05′ 49″ est | « IA00123049 » | |             | Image manquante Téléverser                                             |
| Église Saint-Laurent de La Chapelle-Montbrandeix                       | La Chapelle-Montbrandeix   |                                         | 45° 38′ 47″ nord, 0° 50′ 59″ est | « IA00123049 » | |             | Église Saint-Laurent de La Chapelle-Montbrandeix                       |
| Église Saint-Pierre de La Croisille-sur-Briance                        | La Croisille-sur-Briance   |                                         | 45° 37′ 48″ nord, 1° 34′ 59″ est | « IA00031334 » | |             | Église Saint-Pierre de La Croisille-sur-Briance                        |
| Église de la Sainte-Croix de La Croix-sur-Gartempe                     | La Croix-sur-Gartempe      |                                         | 46° 09′ 38″ nord, 0° 59′ 25″ est |                | |             | Église de la Sainte-Croix de La Croix-sur-Gartempe                     |
| Église de l'Assomption-de-la-Vierge de La Geneytouse                   | La Geneytouse              |                                         | 45° 47′ 05″ nord, 1° 28′ 06″ est | « IA00075227 » | |             | Église de l'Assomption-de-la-Vierge de La Geneytouse                   |
| Église Saint-Maurice de La Jonchère-Saint-Maurice                      | La Jonchère-Saint-Maurice  |                                         | 45° 59′ 56″ nord, 1° 28′ 07″ est |                | |             | Église Saint-Maurice de La Jonchère-Saint-Maurice                      |
| Église Saint-Michel de La Meyze                                        | La Meyze                   |                                         | 45° 36′ 51″ nord, 1° 12′ 54″ est |                | |             | Église Saint-Michel de La Meyze                                        |
| Église Saint-Julien-et-Saint-Roch de La Porcherie                      | La Porcherie               |                                         | 45° 34′ 51″ nord, 1° 32′ 37″ est | « PA00100418 » | Inscrit MH | 1980        | Église Saint-Julien-et-Saint-Roch de La Porcherie                      |
| Église de l'Assomption-de-la-Très-Sainte-Vierge de La Roche-l'Abeille  | La Roche-l'Abeille         |                                         | 45° 35′ 49″ nord, 1° 14′ 27″ est |                | |             | Église de l'Assomption-de-la-Très-Sainte-Vierge de La Roche-l'Abeille  |
| Église Saint-Aignan de Ladignac-le-Long                                | Ladignac-le-Long           |                                         | 45° 35′ 03″ nord, 1° 07′ 02″ est | « PA00100326 » | Classé MH | 1910        | Église Saint-Aignan de Ladignac-le-Long                                |
| Église de l'Assomption-de-la-Très-Sainte-Vierge de Laurière            | Laurière                   |                                         | 46° 04′ 36″ nord, 1° 28′ 34″ est |                | |             | Église de l'Assomption-de-la-Très-Sainte-Vierge de Laurière            |
| Église Saint-Pierre de Lavignac                                        | Lavignac                   |                                         | 45° 43′ 19″ nord, 1° 07′ 10″ est |                | |             | Église Saint-Pierre de Lavignac                                        |
| Église Saint-Martial du Buis                                           | Le Buis                    |                                         | 46° 02′ 09″ nord, 1° 12′ 10″ est |                | |             | Image manquante Téléverser                                             |
| Église de l'Assomption du Chalard                                      | Le Chalard                 |                                         | 45° 32′ 47″ nord, 1° 07′ 33″ est | « PA00100265 » | Classé MH | 1910        | Église de l'Assomption du Chalard                                      |
| Église de la Nativité-de-la-Vierge du Châtenet-en-Dognon               | Le Châtenet-en-Dognon      |                                         | 45° 54′ 22″ nord, 1° 30′ 23″ est |                | |             | Église de la Nativité-de-la-Vierge du Châtenet-en-Dognon               |
| Collégiale Saint-Pierre du Dorat                                       | Le Dorat                   |                                         | 46° 12′ 51″ nord, 1° 04′ 55″ est | « PA00100297 » | Classé MH | 1846        | Collégiale Saint-Pierre du Dorat                                       |
| Église Saint-Jean-Baptiste du Palais-sur-Vienne                        | Le Palais-sur-Vienne       |                                         | 45° 51′ 42″ nord, 1° 19′ 30″ est |                | |             | Image manquante Téléverser                                             |
| Église Saint-Mathurin du Vigen                                         | Le Vigen                   |                                         | 45° 45′ 02″ nord, 1° 17′ 20″ est | « PA00100511 » | Classé MH | 1912        | Église Saint-Mathurin du Vigen                                         |
| Église de la Nativité-de-Saint-Jean-Baptiste des Billanges             | Les Billanges              |                                         | 45° 57′ 49″ nord, 1° 31′ 59″ est | « PA00100252 » | Inscrit MH | 2005        | Église de la Nativité-de-Saint-Jean-Baptiste des Billanges             |
| Église de la Nativité-de-la-Très-Sainte-Vierge des Cars                | Les Cars                   |                                         | 45° 40′ 51″ nord, 1° 04′ 20″ est |                | |             | Église de la Nativité-de-la-Très-Sainte-Vierge des Cars                |
| Église Saint-Pierre-ès-Liens des Grands-Chézeaux                       | Les Grands-Chézeaux        |                                         | 46° 21′ 16″ nord, 1° 23′ 34″ est |                | |             | Église Saint-Pierre-ès-Liens des Grands-Chézeaux                       |
| Église Saint-Eutrope des Salles-Lavauguyon                             | Les Salles-Lavauguyon      |                                         | 45° 44′ 33″ nord, 0° 41′ 39″ est | « PA00100498 » | Classé MH | 1907        | Église Saint-Eutrope des Salles-Lavauguyon                             |
| Église Saint-Pierre-du-Queyroix                                        | Limoges                    |                                         | 45° 49′ 52″ nord, 1° 15′ 41″ est | « PA00100344 » | Classé MH | 1909        | Église Saint-Pierre-du-Queyroix                                        |
| Église Saint-Michel-des-Lions                                          | Limoges                    |                                         | 45° 49′ 50″ nord, 1° 15′ 26″ est | « PA00100343 » | Classé MH | 1909        | Église Saint-Michel-des-Lions                                          |
| Cathédrale Saint-Étienne de Limoges                                    | Limoges                    |                                         | 45° 49′ 44″ nord, 1° 16′ 00″ est | « PA00100333 » | Classé MH | 1862        | Cathédrale Saint-Étienne de Limoges                                    |
| Église Saint-Pierre-du-Sépulcre de Limoges                             | Limoges                    |                                         | 45° 49′ 53″ nord, 1° 15′ 37″ est | « PA00100335 » | Classé MH | 1968        | Image manquante Téléverser                                             |
| Église Saint-Christophe de Beaune-les-Mines                            | Limoges                    |                                         | 45° 54′ 40″ nord, 1° 18′ 13″ est | « PA00100342 » | Inscrit MH | 1926        | Église Saint-Christophe de Beaune-les-Mines                            |
| Église Saint-Jean de Limoges                                           | Limoges                    |                                         | 45° 49′ 45″ nord, 1° 16′ 01″ est | « PA87000029 » | Classé MH | 2009        | Église Saint-Jean de Limoges                                           |
| Église Sainte-Marie de Limoges                                         | Limoges                    |                                         | 45° 49′ 33″ nord, 1° 15′ 46″ est |                | |             | Image manquante Téléverser                                             |
| Église des Saints-Anges de Limoges                                     | Limoges                    | 133 rue des tuillieres, 87100 Limoges   | 45° 51′ 04″ nord, 1° 15′ 08″ est |                | |             | Église des Saints-Anges de Limoges                                     |
| Église du Sacré-Cœur de Limoges                                        | Limoges                    | 33 rue François Perrin, 87000 Limoges   | 45° 49′ 46″ nord, 1° 14′ 50″ est |                | |             | Image manquante Téléverser                                             |
| Église Centre Notre-Dame de Limoges                                    | Limoges                    | 71 rue du quai militaire, 87100 Limoges | 45° 50′ 47″ nord, 1° 16′ 55″ est |                | |             | Image manquante Téléverser                                             |
| Église Sainte-Bernadette de Limoges                                    | Limoges                    | 6 rue Marcel Pagnol, 87100 Limoges      | 45° 51′ 09″ nord, 1° 16′ 07″ est |                | |             | Église Sainte-Bernadette de Limoges                                    |
| Église Sainte-Claire de Naugeat                                        | Limoges                    |                                         | 45° 49′ 12″ nord, 1° 14′ 44″ est |                | |             | Image manquante Téléverser                                             |
| Église Sainte-Jeanne-d'Arc de Limoges                                  | Limoges                    |                                         | 45° 49′ 29″ nord, 1° 14′ 03″ est |                | |             | Image manquante Téléverser                                             |
| Église Sainte-Thérèse de Limoges                                       | Limoges                    |                                         | 45° 50′ 27″ nord, 1° 14′ 36″ est |                | |             | Église Sainte-Thérèse de Limoges                                       |
| Église Sainte-Valérie du Sablard                                       | Limoges                    |                                         | 45° 49′ 33″ nord, 1° 16′ 25″ est |                | |             | Image manquante Téléverser                                             |
| Église Saint-François de Limoges                                       | Limoges                    |                                         | 45° 50′ 31″ nord, 1° 13′ 51″ est |                | |             | Église Saint-François de Limoges                                       |
| Église Saint-Joseph de Limoges                                         | Limoges                    |                                         | 45° 50′ 10″ nord, 1° 15′ 15″ est |                | |             | Église Saint-Joseph de Limoges                                         |
| Église Saint-Martial de Beaubreuil                                     | Limoges                    |                                         | 45° 52′ 37″ nord, 1° 17′ 46″ est |                | |             | Image manquante Téléverser                                             |
| Église Saint-Martial de Landouge                                       | Limoges                    |                                         | 45° 50′ 35″ nord, 1° 11′ 40″ est |                | |             | Église Saint-Martial de Landouge                                       |
| Église Saint-Paul-Saint-Louis de Limoges                               | Limoges                    |                                         | 45° 50′ 20″ nord, 1° 16′ 05″ est |                | |             | Église Saint-Paul-Saint-Louis de Limoges                               |
| Église Saint-Martin de Linards                                         | Linards                    |                                         | 45° 42′ 02″ nord, 1° 32′ 02″ est | « PA00100383 » | Inscrit MH | 1926        | Église Saint-Martin de Linards                                         |
| Église Saint-Martial de Lussac-les-Églises                             | Lussac-les-Églises         |                                         | 46° 20′ 42″ nord, 1° 10′ 31″ est |                | |             | Église Saint-Martial de Lussac-les-Églises                             |
| Église Saint-Jacques de Magnac-Bourg                                   | Magnac-Bourg               |                                         | 45° 36′ 57″ nord, 1° 26′ 00″ est | « PA00100384 » | Classé MH Église, à l'exclusion du clocher et de la première travée                                                   | 1910        | Église Saint-Jacques de Magnac-Bourg                                   |
| Église Saint-Maximin de Magnac-Laval                                   | Magnac-Laval               |                                         | 46° 12′ 54″ nord, 1° 10′ 03″ est | « PA00100385 » | Inscrit MH | 2009        | Église Saint-Maximin de Magnac-Laval                                   |
| Église Saint-Gervais-et-Saint-Protais de Mailhac-sur-Benaize           | Mailhac-sur-Benaize        |                                         | 46° 19′ 21″ nord, 1° 19′ 48″ est |                | |             | Église Saint-Gervais-et-Saint-Protais de Mailhac-sur-Benaize           |
| Église Saint-Pierre-ès-Liens de Maisonnais-sur-Tardoire                | Maisonnais-sur-Tardoire    |                                         | 45° 42′ 40″ nord, 0° 41′ 27″ est |                | |             | Église Saint-Pierre-ès-Liens de Maisonnais-sur-Tardoire                |
| Église Saint-Amand de Marval                                           | Marval                     |                                         | 45° 37′ 38″ nord, 0° 47′ 54″ est | « PA00100388 » | Inscrit MH | 1926        | Église Saint-Amand de Marval                                           |
| Église de l'Assomption-de-la-Très-Sainte-Vierge de Milhaguet           | Marval                     |                                         | 45° 39′ 51″ nord, 0° 47′ 53″ est | « PA00100389 » | Inscrit MH | 1926        | Église de l'Assomption-de-la-Très-Sainte-Vierge de Milhaguet           |
| Église de l'Assomption-de-Notre-Dame de Masléon                        | Masléon                    |                                         | 45° 45′ 56″ nord, 1° 34′ 00″ est | « IA00031355 » | |             | Église de l'Assomption-de-Notre-Dame de Masléon                        |
| Église Saint-Denis de Meilhac                                          | Meilhac                    |                                         | 45° 42′ 49″ nord, 1° 09′ 21″ est |                | |             | Église Saint-Denis de Meilhac                                          |
| Église Saint-Pierre-ès-Liens de Meuzac                                 | Meuzac                     |                                         | 45° 33′ 12″ nord, 1° 26′ 20″ est |                | |             | Église Saint-Pierre-ès-Liens de Meuzac                                 |
| Église Sainte-Marie-Madeleine de Mézières-sur-Issoire                  | Mézières-sur-Issoire       |                                         | 46° 06′ 29″ nord, 0° 54′ 28″ est |                | |             | Église Sainte-Marie-Madeleine de Mézières-sur-Issoire                  |
| Église Saint-Maurice de Moissannes                                     | Moissannes                 |                                         | 45° 52′ 30″ nord, 1° 33′ 59″ est | « PA00100390 » | Inscrit MH | 1985        | Église Saint-Maurice de Moissannes                                     |
| Église Saint-Julien de Montrol-Senard                                  | Montrol-Sénard             |                                         | 46° 01′ 52″ nord, 0° 57′ 33″ est | « PA00100394 » | Inscrit MH | 1978        | Église Saint-Julien de Montrol-Senard                                  |
| Église Saint-Vincent de Nantiat                                        | Nantiat                    |                                         | 46° 00′ 35″ nord, 1° 10′ 29″ est |                | |             | Église Saint-Vincent de Nantiat                                        |
| Église Saint-Martin de Nedde                                           | Nedde                      |                                         | 45° 43′ 08″ nord, 1° 49′ 53″ est | « PA00100401 » | Classé MH | 1912        | Église Saint-Martin de Nedde                                           |
| Église Saint-Jean-Baptiste de Neuvic-Entier                            | Neuvic-Entier              |                                         | 45° 43′ 21″ nord, 1° 36′ 44″ est | « PA00100402 » | Inscrit MH | 1988        | Église Saint-Jean-Baptiste de Neuvic-Entier                            |
| Église de la Décollation-de-Saint-Jean-Baptiste de Nexon               | Nexon                      |                                         | 45° 40′ 38″ nord, 1° 11′ 19″ est | « PA00100403 » | Inscrit MH L'abside et le choeur                                                                                      | 1926        | Église de la Décollation-de-Saint-Jean-Baptiste de Nexon               |
| Église de l'Assomption-de-la-Vierge de Nieul                           | Nieul                      |                                         | 45° 55′ 36″ nord, 1° 10′ 30″ est |                | |             | Église de l'Assomption-de-la-Vierge de Nieul                           |
| Église Saint-Pierre-ès-Liens de Nouic                                  | Nouic                      |                                         | 46° 03′ 39″ nord, 0° 55′ 06″ est |                | |             | Image manquante Téléverser                                             |
| Église Saint-Genest d'Oradour-Saint-Genest                             | Oradour-Saint-Genest       |                                         | 46° 14′ 20″ nord, 1° 02′ 05″ est |                | |             | Image manquante Téléverser                                             |
| Église Saint-Martin d'Oradour-sur-Glane (nouvelle)                     | Oradour-sur-Glane          |                                         | 45° 55′ 50″ nord, 1° 02′ 07″ est | « PA87000042 » | Inscrit MH | 2012        | Église Saint-Martin d'Oradour-sur-Glane (nouvelle)                     |
| Église Saint-Martin d'Oradour-sur-Glane (ancienne)                     | Oradour-sur-Glane          |                                         | 45° 55′ 42″ nord, 1° 02′ 26″ est |                | |             | Église Saint-Martin d'Oradour-sur-Glane (ancienne)                     |
| Église Saint-Christophe d'Oradour-sur-Vayres                           | Oradour-sur-Vayres         |                                         | 45° 43′ 59″ nord, 0° 51′ 49″ est |                | |             | Église Saint-Christophe d'Oradour-sur-Vayres                           |
| Église Saint-Jean-Baptiste de Chênevières                              | Pageas                     |                                         | 45° 41′ 45″ nord, 1° 02′ 13″ est |                | |             | Église Saint-Jean-Baptiste de Chênevières                              |
| Église Saint-Pierre-aux-Liens de Pageas                                | Pageas                     |                                         | 45° 40′ 40″ nord, 1° 00′ 00″ est |                | |             | Église Saint-Pierre-aux-Liens de Pageas                                |
| Église Saint-Pierre-ès-Liens de Panazol                                | Panazol                    |                                         | 45° 50′ 23″ nord, 1° 18′ 37″ est | « IA87000125 » | |             | Église Saint-Pierre-ès-Liens de Panazol                                |
| Église Saint-Cloud de Pensol                                           | Pensol                     |                                         | 45° 36′ 36″ nord, 0° 49′ 37″ est |                | |             | Église Saint-Cloud de Pensol                                           |
| Église Saint-Roch de Peyrat-de-Bellac                                  | Peyrat-de-Bellac           |                                         | 46° 08′ 29″ nord, 1° 02′ 08″ est |                | |             | Image manquante Téléverser                                             |
| Église Saint-Martin-et-Saint-Martial de Peyrat-le-Château              | Peyrat-le-Château          |                                         | 45° 48′ 53″ nord, 1° 46′ 18″ est | « PA00100413 » | Inscrit MH | 1926        | Image manquante Téléverser                                             |
| Église Sainte-Madeleine de Peyrat-le-Château                           | Peyrat-le-Château          |                                         | à géolocaliser                   | « IA00031267 » | |             | Image manquante Téléverser                                             |
| Église Saint-Léger de Peyrilhac                                        | Peyrilhac                  |                                         | 45° 57′ 04″ nord, 1° 08′ 03″ est | « IA00031457 » | |             | Église Saint-Léger de Peyrilhac                                        |
| Église de la-Décollation-de-Saint-Jean-Baptiste de Peyrilhac           | Peyrilhac                  |                                         | à géolocaliser                   | « IA00031468 » | |             | Image manquante Téléverser                                             |
| Église Sainte-Croix-Saint-Côme-et-Saint-Damien de Pierre-Buffière      | Pierre-Buffière            |                                         | 45° 41′ 43″ nord, 1° 21′ 32″ est | « PA00100415 » | Inscrit MH | 1985        | Église Sainte-Croix-Saint-Côme-et-Saint-Damien de Pierre-Buffière      |
| Église Saint-Pierre-ès-Liens de Rancon                                 | Rancon                     |                                         | 46° 07′ 52″ nord, 1° 10′ 57″ est | « PA00100420 » | Inscrit MH | 1925        | Église Saint-Pierre-ès-Liens de Rancon                                 |
| Église de la Croix-Glorieuse de Razès                                  | Razès                      |                                         | 46° 01′ 57″ nord, 1° 20′ 09″ est | « PA87000025 » | Inscrit MH | 2003        | Église de la Croix-Glorieuse de Razès                                  |
| Église Saint-Sébastien de Rempnat                                      | Rempnat                    |                                         | 45° 41′ 13″ nord, 1° 53′ 22″ est | « PA00100424 » | Classé MH Église, à l'exclusion de la sacristie                                                                       | 1973        | Église Saint-Sébastien de Rempnat                                      |
| Église Saint-Pierre de la Villeneuve                                   | Rempnat                    |                                         | 45° 41′ 00″ nord, 1° 50′ 44″ est | « IA00031252 » | |             | Image manquante Téléverser                                             |
| Église Saint-Pierre-ès-Liens de Rilhac-Lastours                        | Rilhac-Lastours            |                                         | 45° 38′ 54″ nord, 1° 07′ 04″ est | « PA00100426 » | Inscrit MH | 1982        | Église Saint-Pierre-ès-Liens de Rilhac-Lastours                        |
| Église Sainte-Marguerite de Lastours                                   | Rilhac-Lastours            |                                         | 45° 38′ 55″ nord, 1° 07′ 05″ est |                | |             | Église Sainte-Marguerite de Lastours                                   |
| Église Saint-Jean-Baptiste de Rilhac-Rancon                            | Rilhac-Rancon              |                                         | 45° 53′ 49″ nord, 1° 19′ 12″ est |                | |             | Église Saint-Jean-Baptiste de Rilhac-Rancon                            |
| Église Saint-Julien-de-Brioude de Biennat                              | Rochechouart               |                                         | 45° 49′ 17″ nord, 0° 50′ 40″ est | « PA00100430 » | Inscrit MH | 1949        | Église Saint-Julien-de-Brioude de Biennat                              |
| Église Saint-Sauveur de Rochechouart                                   | Rochechouart               |                                         | 45° 49′ 24″ nord, 0° 49′ 15″ est | « PA00100429 » | Inscrit MH | 1979        | Église Saint-Sauveur de Rochechouart                                   |
| Église Saint-Martial de Roussac                                        | Roussac                    |                                         | 46° 04′ 41″ nord, 1° 12′ 07″ est |                | |             | Église Saint-Martial de Roussac                                        |
| Église de la Nativité-de-la-Vierge de Royères                          | Royères                    |                                         | 45° 51′ 23″ nord, 1° 26′ 16″ est | « PA00100528 » | Inscrit MH | 1992        | Église de la Nativité-de-la-Vierge de Royères                          |
| Église Saint-Georges de Roziers-Saint-Georges                          | Roziers-Saint-Georges      |                                         | 45° 45′ 03″ nord, 1° 33′ 01″ est | « PA00100432 » | Inscrit MH | 1973        | Église Saint-Georges de Roziers-Saint-Georges                          |
| Église Notre-Dame-des-Anges de Saillat-sur-Vienne                      | Saillat-sur-Vienne         |                                         | 45° 52′ 21″ nord, 0° 49′ 00″ est |                | |             | Église Notre-Dame-des-Anges de Saillat-sur-Vienne                      |
| Église Saint-Amand de Saint-Amand-Magnazeix                            | Saint-Amand-Magnazeix      |                                         | 46° 10′ 26″ nord, 1° 21′ 15″ est |                | |             | Image manquante Téléverser                                             |
| Église Saint-Amand de Saint-Amand-le-Petit                             | Saint-Amand-le-Petit       |                                         | 46° 10′ 26″ nord, 1° 21′ 16″ est | « PA00100433 » | Inscrit MH | 1974        | Église Saint-Amand de Saint-Amand-le-Petit                             |
| Église Saint-François-de-Sales de Saint-Auvent                         | Saint-Auvent               |                                         | 45° 48′ 17″ nord, 0° 55′ 56″ est |                | |             | Église Saint-François-de-Sales de Saint-Auvent                         |
| Église Saint-Pierre-et-Saint-Paul de Saint-Barbant                     | Saint-Barbant              |                                         | 46° 10′ 13″ nord, 0° 50′ 59″ est |                | |             | Église Saint-Pierre-et-Saint-Paul de Saint-Barbant                     |
| Église Saint-Bazile de Saint-Bazile (Haute-Vienne)                     | Saint-Bazile               |                                         | 45° 43′ 56″ nord, 0° 49′ 40″ est |                | |             | Église Saint-Bazile de Saint-Bazile (Haute-Vienne)                     |
| Église Saint-Bonnet-d'Auvergne de Saint-Bonnet-Briance                 | Saint-Bonnet-Briance       |                                         | 45° 42′ 25″ nord, 1° 28′ 32″ est |                | |             | Église Saint-Bonnet-d'Auvergne de Saint-Bonnet-Briance                 |
| Église Saint-Bonnet de Saint-Bonnet-de-Bellac                          | Saint-Bonnet-de-Bellac     |                                         | 46° 10′ 02″ nord, 0° 57′ 24″ est |                | |             | Image manquante Téléverser                                             |
| Église Saint-Brice de Saint-Brice-sur-Vienne                           | Saint-Brice-sur-Vienne     |                                         | 45° 52′ 47″ nord, 0° 57′ 11″ est | « PA00100442 » | Inscrit MH L'abside                                                                                                   | 1926        | Église Saint-Brice de Saint-Brice-sur-Vienne                           |
| Église Saint-Cyr de Saint-Cyr (Haute-Vienne)                           | Saint-Cyr                  |                                         | 45° 48′ 03″ nord, 0° 57′ 22″ est |                | |             | Église Saint-Cyr de Saint-Cyr (Haute-Vienne)                           |
| Église Saint-Denis de Saint-Denis-des-Murs                             | Saint-Denis-des-Murs       |                                         | 45° 47′ 06″ nord, 1° 32′ 38″ est | « PA00100529 » | Inscrit MH Choeur | 1992        | Église Saint-Denis de Saint-Denis-des-Murs                             |
| Église Saint-Gentien de Saint-Gence                                    | Saint-Gence                |                                         | 45° 55′ 19″ nord, 1° 08′ 17″ est | « PA00100446 » | Inscrit MH | 1966        | Église Saint-Gentien de Saint-Gence                                    |
| Église Saint-Genest de Saint-Genest-sur-Roselle                        | Saint-Genest-sur-Roselle   |                                         | 45° 42′ 10″ nord, 1° 25′ 29″ est |                | |             | Église Saint-Genest de Saint-Genest-sur-Roselle                        |
| Église Saint-Georges de Saint-Georges-les-Landes                       | Saint-Georges-les-Landes   |                                         | 46° 20′ 23″ nord, 1° 20′ 09″ est |                | |             | Église Saint-Georges de Saint-Georges-les-Landes                       |
| Église Saint-Germain de Saint-Germain-les-Belles                       | Saint-Germain-les-Belles   |                                         | 45° 36′ 51″ nord, 1° 29′ 44″ est | « PA00100449 » | Inscrit MH | 1926        | Église Saint-Germain de Saint-Germain-les-Belles                       |
| Église Saint-Gilles de Saint-Gilles-les-Forêts                         | Saint-Gilles-les-Forêts    |                                         | 45° 37′ 43″ nord, 1° 39′ 56″ est | « IA00031390 » | |             | Église Saint-Gilles de Saint-Gilles-les-Forêts                         |
| Ancienne Église Saint-Gilles de Saint-Gilles-les-Forêts                | Saint-Gilles-les-Forêts    |                                         | à géolocaliser                   | « IA00031389 » | |             | Image manquante Téléverser                                             |
| Église Saint-Hilaire de Saint-Hilaire-Bonneval                         | Saint-Hilaire-Bonneval     |                                         | 45° 43′ 12″ nord, 1° 22′ 27″ est |                | |             | Église Saint-Hilaire de Saint-Hilaire-Bonneval                         |
| Église Saint-Hilaire de Saint-Hilaire-la-Treille                       | Saint-Hilaire-la-Treille   |                                         | 46° 15′ 06″ nord, 1° 19′ 06″ est |                | |             | Église Saint-Hilaire de Saint-Hilaire-la-Treille                       |
| Église Saint-Hilaire de Saint-Hilaire-les-Places                       | Saint-Hilaire-les-Places   |                                         | 45° 38′ 44″ nord, 1° 09′ 24″ est | « PA00100450 » | Inscrit MH | 1973        | Église Saint-Hilaire de Saint-Hilaire-les-Places                       |
| Église Saint-Jean-Baptiste de Saint-Jean-Ligoure                       | Saint-Jean-Ligoure         |                                         | 45° 41′ 23″ nord, 1° 18′ 40″ est | « PA00100451 » | Inscrit MH Le clocher à arcades ; le portail occidental, etc.. ; Inscrit MH L'église Saint-Jean-Baptiste, en totalité | 1983 ; 2019 | Église Saint-Jean-Baptiste de Saint-Jean-Ligoure                       |
| Église Saint-Gaudens de Saint-Jouvent                                  | Saint-Jouvent              |                                         | 45° 57′ 27″ nord, 1° 12′ 20″ est | « IA00031501 » | |             | Église Saint-Gaudens de Saint-Jouvent                                  |
| Église Saint-Julien de Saint-Julien-le-Petit                           | Saint-Julien-le-Petit      |                                         | 45° 49′ 20″ nord, 1° 42′ 17″ est | « IA00031176 » | |             | Église Saint-Julien de Saint-Julien-le-Petit                           |
| Collégiale Saint-Junien de Saint-Junien                                | Saint-Junien               |                                         | 45° 53′ 16″ nord, 0° 54′ 09″ est | « PA00100454 » | Classé MH | 1840        | Collégiale Saint-Junien de Saint-Junien                                |
| Église de l'abbaye Saint-Amand de Saint-Junien                         | Saint-Junien               |                                         | à géolocaliser                   |                | |             | Image manquante Téléverser                                             |
| Église Saint-Junien de Saint-Junien-les-Combes                         | Saint-Junien-les-Combes    |                                         | 46° 05′ 11″ nord, 1° 07′ 24″ est |                | |             | Église Saint-Junien de Saint-Junien-les-Combes                         |
| Église Saint-Just de Saint-Just-le-Martel                              | Saint-Just-le-Martel       |                                         | 45° 51′ 38″ nord, 1° 23′ 10″ est | « PA00100458 » | Inscrit MH | 1986        | Église Saint-Just de Saint-Just-le-Martel                              |
| Église Saint-Laurent de Saint-Laurent-les-Églises                      | Saint-Laurent-les-Églises  |                                         | 45° 56′ 43″ nord, 1° 29′ 59″ est | « PA00100459 » | Inscrit MH | 1926        | Église Saint-Laurent de Saint-Laurent-les-Églises                      |
| Église Saint-Laurent de Saint-Laurent-sur-Gorre                        | Saint-Laurent-sur-Gorre    |                                         | 45° 46′ 14″ nord, 0° 57′ 27″ est | « PA00100461 » | Classé MH | 1980        | Église Saint-Laurent de Saint-Laurent-sur-Gorre                        |
| Église Saint-Léger de Saint-Léger-Magnazeix                            | Saint-Léger-Magnazeix      |                                         | 46° 17′ 20″ nord, 1° 14′ 55″ est | « PA00100463 » | Inscrit MH L'église (à l'exception de la partie classée) ; Classé MH La travée occidentale                            | 1925 ; 1932 | Église Saint-Léger de Saint-Léger-Magnazeix                            |
| Église priorale du prieuré grandmontain des Bronzeaux                  | Saint-Léger-Magnazeix      |                                         | 46° 15′ 12″ nord, 1° 14′ 54″ est |                | |             | Image manquante Téléverser                                             |
| Église Saint-Pierre de Saint-Pierre-la-Montagne                        | Saint-Léger-la-Montagne    |                                         | 46° 01′ 25″ nord, 1° 26′ 39″ est | « PA00100462 » | Inscrit MH | 1988        | Église Saint-Pierre de Saint-Pierre-la-Montagne                        |
| Chapelle Notre-Dame de Sauvagnac                                       | Saint-Léger-la-Montagne    |                                         | 46° 01′ 47″ nord, 1° 25′ 09″ est |                | |             | Chapelle Notre-Dame de Sauvagnac                                       |
| Église de Saint-Léger-la-Montagne                                      | Saint-Léger-la-Montagne    |                                         | à géolocaliser                   |                | |             | Église de Saint-Léger-la-Montagne                                      |
| Collégiale Saint-Léonard de Saint-Léonard-de-Noblat                    | Saint-Léonard-de-Noblat    |                                         | 45° 50′ 14″ nord, 1° 29′ 23″ est | « PA00100467 » | Classé MH | 1859        | Collégiale Saint-Léonard de Saint-Léonard-de-Noblat                    |
| Église du prieuré de l'Artige aux Moines de Saint-Léonard-de-Noblat    | Saint-Léonard-de-Noblat    |                                         | à géolocaliser                   |                | |             | Image manquante Téléverser                                             |
| Église Saint-Martial de Saint-Léonard-de-Noblat                        | Saint-Léonard-de-Noblat    |                                         | à géolocaliser                   |                | |             | Image manquante Téléverser                                             |
| Église Saint-Martin de Saint-Léonard-de-Noblat                         | Saint-Léonard-de-Noblat    |                                         | à géolocaliser                   | « IA00075332 » | |             | Image manquante Téléverser                                             |
| Église Saint-Martial de Saint-Martial-sur-Isop                         | Saint-Martial-sur-Isop     |                                         | 46° 10′ 06″ nord, 0° 51′ 00″ est |                | |             | Image manquante Téléverser                                             |
| Église Saint-Martin de Saint-Martin-Terressus                          | Saint-Martin-Terressus     |                                         | 45° 55′ 10″ nord, 1° 26′ 36″ est | « IA00075290 » | |             | Église Saint-Martin de Saint-Martin-Terressus                          |
| Église Saint-Martin de Saint-Martin-de-Jussac                          | Saint-Martin-de-Jussac     |                                         | 45° 52′ 39″ nord, 0° 56′ 27″ est | « PA00100479 » | Inscrit MH | 1974        | Église Saint-Martin de Saint-Martin-de-Jussac                          |
| Église Saint-Martin de Saint-Martin-le-Mault                           | Saint-Martin-le-Mault      |                                         | 46° 21′ 49″ nord, 1° 13′ 14″ est |                | |             | Église Saint-Martin de Saint-Martin-le-Mault                           |
| Église Saint-Martin de Saint-Martin-le-Vieux (Haute-Vienne)            | Saint-Martin-le-Vieux      |                                         | 45° 44′ 42″ nord, 1° 07′ 08″ est | « IA00123062 » | |             | Église Saint-Martin de Saint-Martin-le-Vieux (Haute-Vienne)            |
| Église Saint-Mathieu de Saint-Mathieu (Haute-Vienne)                   | Saint-Mathieu              |                                         | 45° 42′ 22″ nord, 0° 45′ 33″ est |                | |             | Église Saint-Mathieu de Saint-Mathieu (Haute-Vienne)                   |
| Église Saint-Maurice de Saint-Maurice-les-Brousses                     | Saint-Maurice-les-Brousses |                                         | 45° 41′ 54″ nord, 1° 14′ 11″ est |                | |             | Église Saint-Maurice de Saint-Maurice-les-Brousses                     |
| Église Saint-Médard de Saint-Méard                                     | Saint-Méard                |                                         | 45° 39′ 52″ nord, 1° 32′ 54″ est | « IA00031397 » | |             | Église Saint-Médard de Saint-Méard                                     |
| Église Saint-Ouen de Saint-Ouen-sur-Gartempe                           | Saint-Ouen-sur-Gartempe    |                                         | 46° 09′ 46″ nord, 1° 04′ 05″ est |                | |             | Église Saint-Ouen de Saint-Ouen-sur-Gartempe                           |
| Église de Mounismes                                                    | Saint-Ouen-sur-Gartempe    |                                         | 46° 09′ 58″ nord, 1° 05′ 25″ est |                | |             | Image manquante Téléverser                                             |
| Église Saint-Pardoux de Saint-Pardoux (Haute-Vienne)                   | Saint-Pardoux-le-Lac       |                                         | 46° 03′ 28″ nord, 1° 16′ 50″ est | « PA00100483 » | Inscrit MH | 1977        | Église Saint-Pardoux de Saint-Pardoux (Haute-Vienne)                   |
| Église Saint-Paul de Saint-Paul (Haute-Vienne)                         | Saint-Paul                 |                                         | 45° 44′ 58″ nord, 1° 25′ 59″ est |                | |             | Église Saint-Paul de Saint-Paul (Haute-Vienne)                         |
| Église Saint-Priest de Saint-Priest-Ligoure                            | Saint-Priest-Ligoure       |                                         | 45° 39′ 04″ nord, 1° 17′ 33″ est | « PA00100487 » | Inscrit MH | 1982        | Église Saint-Priest de Saint-Priest-Ligoure                            |
| Église Saint-Priest de Saint-Priest-Taurion                            | Saint-Priest-Taurion       |                                         | 45° 53′ 10″ nord, 1° 24′ 13″ est |                | |             | Église Saint-Priest de Saint-Priest-Taurion                            |
| Église Saint-Priest de Saint-Priest-sous-Aixe                          | Saint-Priest-sous-Aixe     |                                         | 45° 48′ 59″ nord, 1° 05′ 59″ est | « IA00123081 » | |             | Église Saint-Priest de Saint-Priest-sous-Aixe                          |
| Église Saint-Saturnin de Saint-Sornin-Leulac                           | Saint-Sornin-Leulac        |                                         | 46° 12′ 00″ nord, 1° 17′ 51″ est |                | |             | Église Saint-Saturnin de Saint-Sornin-Leulac                           |
| Église Saint-Priest de Saint-Priest-le-Betoux                          | Saint-Sornin-Leulac        |                                         | 46° 11′ 15″ nord, 1° 15′ 47″ est |                | |             | Église Saint-Priest de Saint-Priest-le-Betoux                          |
| Église Saint-Saturnin de Saint-Sornin-la-Marche                        | Saint-Sornin-la-Marche     |                                         | 46° 10′ 56″ nord, 0° 59′ 22″ est |                | |             | Église Saint-Saturnin de Saint-Sornin-la-Marche                        |
| Église de Saint-Sulpice-Laurière                                       | Saint-Sulpice-Laurière     |                                         | 46° 03′ 11″ nord, 1° 28′ 10″ est | « PA00100489 » | Classé MH | 1982        | Église de Saint-Sulpice-Laurière                                       |
| Église Notre-Dame-de-la-Voie de Saint-Sulpice-Laurière                 | Saint-Sulpice-Laurière     |                                         | 46° 02′ 48″ nord, 1° 28′ 39″ est |                | |             | Image manquante Téléverser                                             |
| Église Saint-Sulpice de Saint-Sulpice-les-Feuilles                     | Saint-Sulpice-les-Feuilles |                                         | 46° 19′ 04″ nord, 1° 22′ 03″ est |                | |             | Image manquante Téléverser                                             |
| Église Saint-Sylvestre de Saint-Sylvestre (Haute-Vienne)               | Saint-Sylvestre            |                                         | 45° 59′ 44″ nord, 1° 22′ 38″ est | « PA00100491 » | Inscrit MH | 1971        | Église Saint-Sylvestre de Saint-Sylvestre (Haute-Vienne)               |
| Église Saint-Symphorien de Saint-Symphorien-sur-Couze                  | Saint-Symphorien-sur-Couze |                                         | 46° 03′ 25″ nord, 1° 14′ 05″ est |                | |             | Église Saint-Symphorien de Saint-Symphorien-sur-Couze                  |
| Église Saint-Victurien de Saint-Victurnien                             | Saint-Victurnien           |                                         | 45° 52′ 37″ nord, 1° 00′ 47″ est | « PA00100492 » | Inscrit MH | 1926        | Église Saint-Victurien de Saint-Victurnien                             |
| Église Saint-Vitte de Saint-Vitte-sur-Briance                          | Saint-Vitte-sur-Briance    |                                         | 45° 37′ 27″ nord, 1° 32′ 50″ est |                | |             | Église Saint-Vitte de Saint-Vitte-sur-Briance                          |
| Collégiale Saint-Yrieix de Saint-Yrieix-la-Perche                      | Saint-Yrieix-la-Perche     |                                         | 45° 30′ 55″ nord, 1° 12′ 09″ est | « PA00100494 » | Classé MH | 1840        | Collégiale Saint-Yrieix de Saint-Yrieix-la-Perche                      |
| Église Notre-Dame de Saint-Yrieix-la-Perche                            | Saint-Yrieix-la-Perche     |                                         | à géolocaliser                   |                | |             | Image manquante Téléverser                                             |
| Église Saint-Yrieix de Saint-Yrieix-sous-Aixe                          | Saint-Yrieix-sous-Aixe     |                                         | 45° 51′ 30″ nord, 1° 04′ 41″ est | « PA00100497 » | Inscrit MH | 1985        | Église Saint-Yrieix de Saint-Yrieix-sous-Aixe                          |
| Église Sainte-Anne de Sainte-Anne-Saint-Priest                         | Sainte-Anne-Saint-Priest   |                                         | 45° 42′ 35″ nord, 1° 40′ 51″ est | « PA00100437 » | Inscrit MH | 1977        | Image manquante Téléverser                                             |
| Église de Saint-Priest-les-Vergnes                                     | Sainte-Anne-Saint-Priest   |                                         | 45° 41′ 18″ nord, 1° 41′ 13″ est | « PA00100438 » | Classé MH | 1977        | Église de Saint-Priest-les-Vergnes                                     |
| Église du prieuré Sainte-Radegonde de Villevaleix                      | Sainte-Anne-Saint-Priest   | Villevaleix                             | 45° 42′ 37″ nord, 1° 42′ 17″ est | « PA87000003 » | Inscrit MH | 1996        | Église du prieuré Sainte-Radegonde de Villevaleix                      |
| Église de la Nativité-de-la-Très-Sainte-Vierge de Sainte-Marie-de-Vaux | Sainte-Marie-de-Vaux       |                                         | 45° 52′ 22″ nord, 1° 02′ 39″ est |                | |             | Église de la Nativité-de-la-Très-Sainte-Vierge de Sainte-Marie-de-Vaux |
| Église Saint-Martin de Sauviat-sur-Vige                                | Sauviat-sur-Vige           |                                         | 45° 54′ 21″ nord, 1° 36′ 30″ est | « PA00100500 » | Inscrit MH | 1986        | Église Saint-Martin de Sauviat-sur-Vige                                |
| Église Sainte-Marie-Madeleine de Séreilhac                             | Séreilhac                  |                                         | 45° 45′ 55″ nord, 1° 04′ 46″ est | « IA00123110 » | |             | Église Sainte-Marie-Madeleine de Séreilhac                             |
| Église abbatiale Saint-Pierre de Solignac                              | Solignac                   |                                         | 45° 45′ 17″ nord, 1° 16′ 31″ est | « PA00100503 » | Classé MH | 1862        | Église abbatiale Saint-Pierre de Solignac                              |
| Église de la Nativité-de-la-Sainte-Vierge-et-Saint-Léobon de Surdoux   | Surdoux                    |                                         | 45° 36′ 18″ nord, 1° 39′ 07″ est | « IA00031405 » | |             | Église de la Nativité-de-la-Sainte-Vierge-et-Saint-Léobon de Surdoux   |
| Église Saint-Pardoux-Saint-Martin de Sussac                            | Sussac                     |                                         | 45° 39′ 50″ nord, 1° 38′ 54″ est | « IA00031408 » | |             | Église Saint-Pardoux-Saint-Martin de Sussac                            |
| Église Saint-Symphorien de Tersannes                                   | Tersannes                  |                                         | 46° 17′ 49″ nord, 1° 07′ 18″ est |                | |             | Église Saint-Symphorien de Tersannes                                   |
| Église Saint-Léger de Thiat                                            | Thiat                      |                                         | 46° 15′ 56″ nord, 0° 58′ 27″ est |                | |             | Image manquante Téléverser                                             |
| Église Saint-Pierre-ès-Liens de Thouron                                | Thouron                    |                                         | 45° 59′ 52″ nord, 1° 13′ 08″ est |                | |             | Église Saint-Pierre-ès-Liens de Thouron                                |
| Église de l'Assomption-de-la-Très-Sainte-Vierge de Bussière-Boffy      | Val d'Issoire              |                                         | 46° 03′ 03″ nord, 0° 51′ 13″ est | « PA00100261 » | Inscrit MH | 1974        | Église de l'Assomption-de-la-Très-Sainte-Vierge de Bussière-Boffy      |
| Église Saint-Bonnet de Vaulry                                          | Vaulry                     |                                         | 46° 01′ 24″ nord, 1° 05′ 12″ est |                | |             | Église Saint-Bonnet de Vaulry                                          |
| Église Saint-Jean de Vayres                                            | Vayres                     |                                         | 45° 45′ 34″ nord, 0° 48′ 32″ est |                | |             | Église Saint-Jean de Vayres                                            |
| Église Saint-Marc de Verneuil-Moustiers                                | Verneuil-Moustiers         |                                         | 46° 20′ 23″ nord, 1° 08′ 08″ est |                | |             | Église Saint-Marc de Verneuil-Moustiers                                |
| Église Saint-Pierre-ès-Liens de Verneuil-sur-Vienne                    | Verneuil-sur-Vienne        |                                         | 45° 50′ 56″ nord, 1° 07′ 37″ est | « IA00123137 » | |             | Image manquante Téléverser                                             |
| Église Saint-Martin de Veyrac                                          | Veyrac                     |                                         | 45° 53′ 41″ nord, 1° 06′ 24″ est | « IA00031515 » | |             | Image manquante Téléverser                                             |
| Église Saint-Martin de Vicq-sur-Breuilh                                | Vicq-sur-Breuilh           |                                         | 45° 38′ 46″ nord, 1° 22′ 55″ est |                | |             | Image manquante Téléverser                                             |
| Église Saint-Gervais de Videix                                         | Videix                     |                                         | 45° 47′ 25″ nord, 0° 44′ 04″ est |                | |             | Image manquante Téléverser                                             |
| Église Sainte-Marie-Madeleine de Videix                                | Videix                     |                                         | 45° 47′ 26″ nord, 0° 44′ 04″ est | « PA00100525 » | Inscrit MH | 1991        | Église Sainte-Marie-Madeleine de Videix                                |
| Église Saint-Julien-et-Saint-Martial de Villefavard                    | Villefavard                |                                         | 46° 10′ 00″ nord, 1° 12′ 31″ est |                | |             | Église Saint-Julien-et-Saint-Martial de Villefavard                    |

### Culteprotestant
| Église                                                 | Commune     | Adresse | Coordonnées                      | Notice | Protection | Date | Illustration               |
| ------------------------------------------------------ | ----------- | ------- | -------------------------------- | ------ | ---------- | ---- | -------------------------- |
| Temple protestant de Limoges                           | Limoges     |         | 45° 50′ 08″ nord, 1° 15′ 32″ est |        |            |      | Image manquante Téléverser |
| Temple de l'église protestante unie de France de Thiat | Thiat       |         | 46° 16′ 04″ nord, 0° 58′ 28″ est |        |            |      | Image manquante Téléverser |
| Temple de Villefavard                                  | Villefavard |         | 46° 10′ 01″ nord, 1° 12′ 27″ est |        |            |      | Image manquante Téléverser |

### Église orthodoxe
| Église                                                | Commune                 | Adresse                                  | Coordonnées                      | Notice         | Protection | Date | Illustration               |
| ----------------------------------------------------- | ----------------------- | ---------------------------------------- | -------------------------------- | -------------- | ---------- | ---- | -------------------------- |
| Église Orthodoxe Saint-Christophe de Beaune-les-Mines | Limoges                 | 2 pl Eglise St Christophe, 87280 Limoges | 45° 54′ 40″ nord, 1° 18′ 13″ est | « PA00100342 » | Inscrit MH | 1926 | Image manquante Téléverser |
| Skite des Sainte-Élie-et-Élisée                       | Saint-Léger-la-Montagne | Sauvagnac, 87340 St-Léger-la-Montagne.   | 45° 30′ 50″ nord, 1° 19′ 31″ est |                |            |      | Image manquante Téléverser |